# Michał Winiarski
Michał Jerzy Winiarski (ur. 28 września 1983 w Bydgoszczy) – polski siatkarz i trener siatkarski, grający na pozycji przyjmującego, w latach 2004–2014 reprezentant Polski.

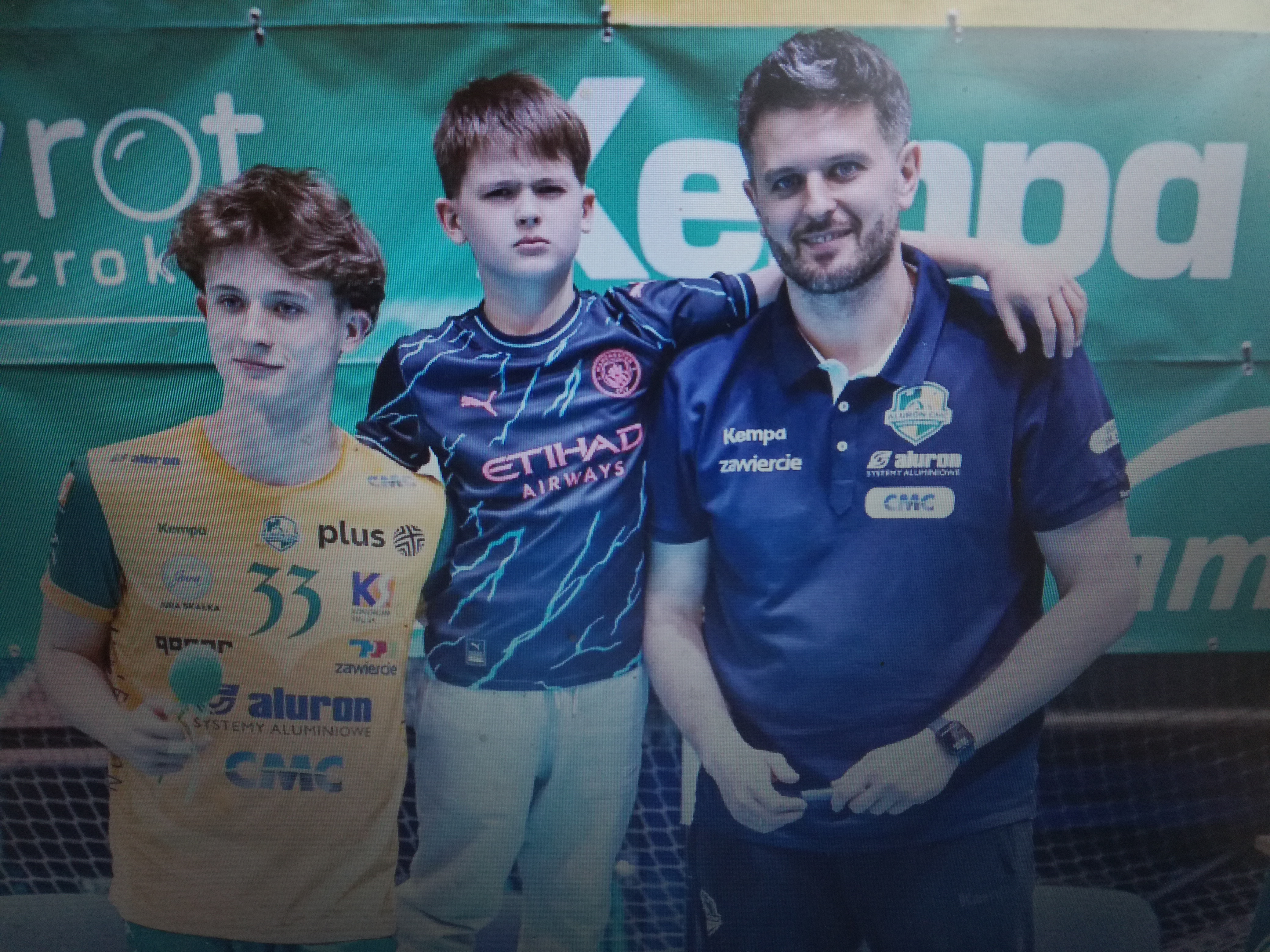
Od lewej: Oliwier, Antoni i Michał Winiarscy

## Życie prywatne
13 maja 2006 roku poślubił Dagmarę Stęplewską, z którą ma dwóch synów. Oliwier urodzony 28 listopada 2006 roku oraz Antoni, który urodził się 13 marca 2014 roku. Oliwier również jest siatkarzem. Gra na pozycji rozgrywającego. Wraz z klubem Eco-Team AZS-u Stoelzle Częstochowa został mistrzem Polski juniorów w marcu 2024 roku. 24 marca 2024 roku jego syn Oliwier zadebiutował w rozgrywkach PlusLigi w sezonie 2023/2024 w 27. kolejce pod koniec 4 seta w meczu z PGE GiEK Skrą Bełchatów z powodu problemów zdrowotnych podstawowego rozgrywającego Aluronu CMC Warty Zawiercie Miguela Tavaresa. Syn Michała Winiarskiego mógł dołączyć awaryjnie do klubu z Zawiercia, gdyż oba kluby i Eco-Team AZS Stoelzle Częstochowa współpracują ze sobą.

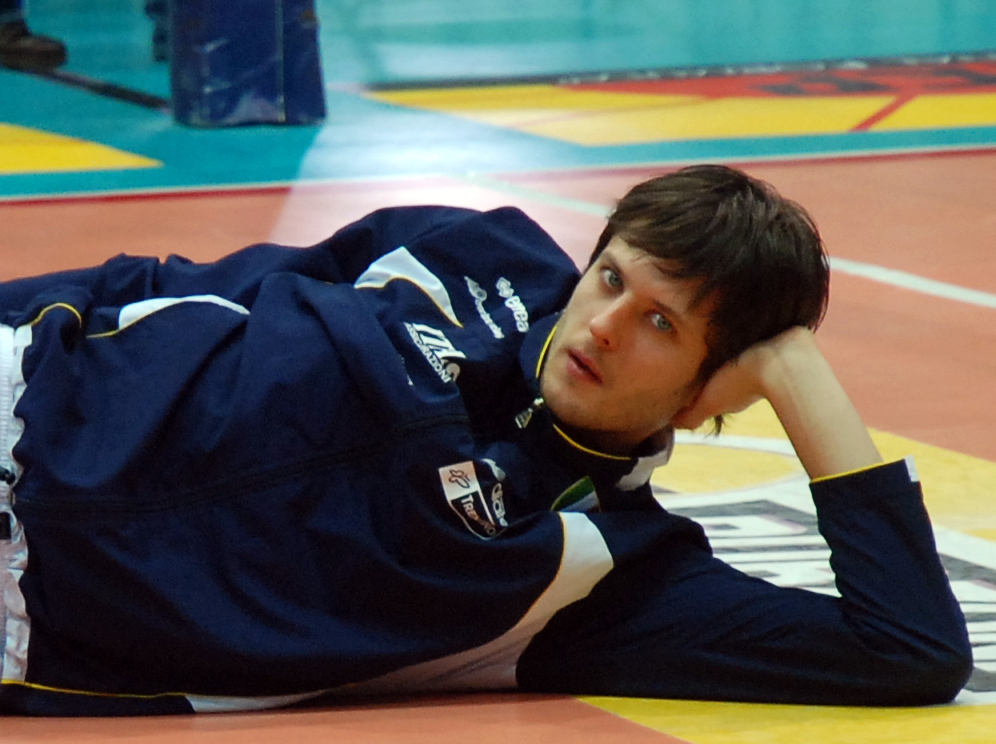
Michał Winiarski zawodnikiem Itasu Diatec Trentino w sezonie 2008/2009

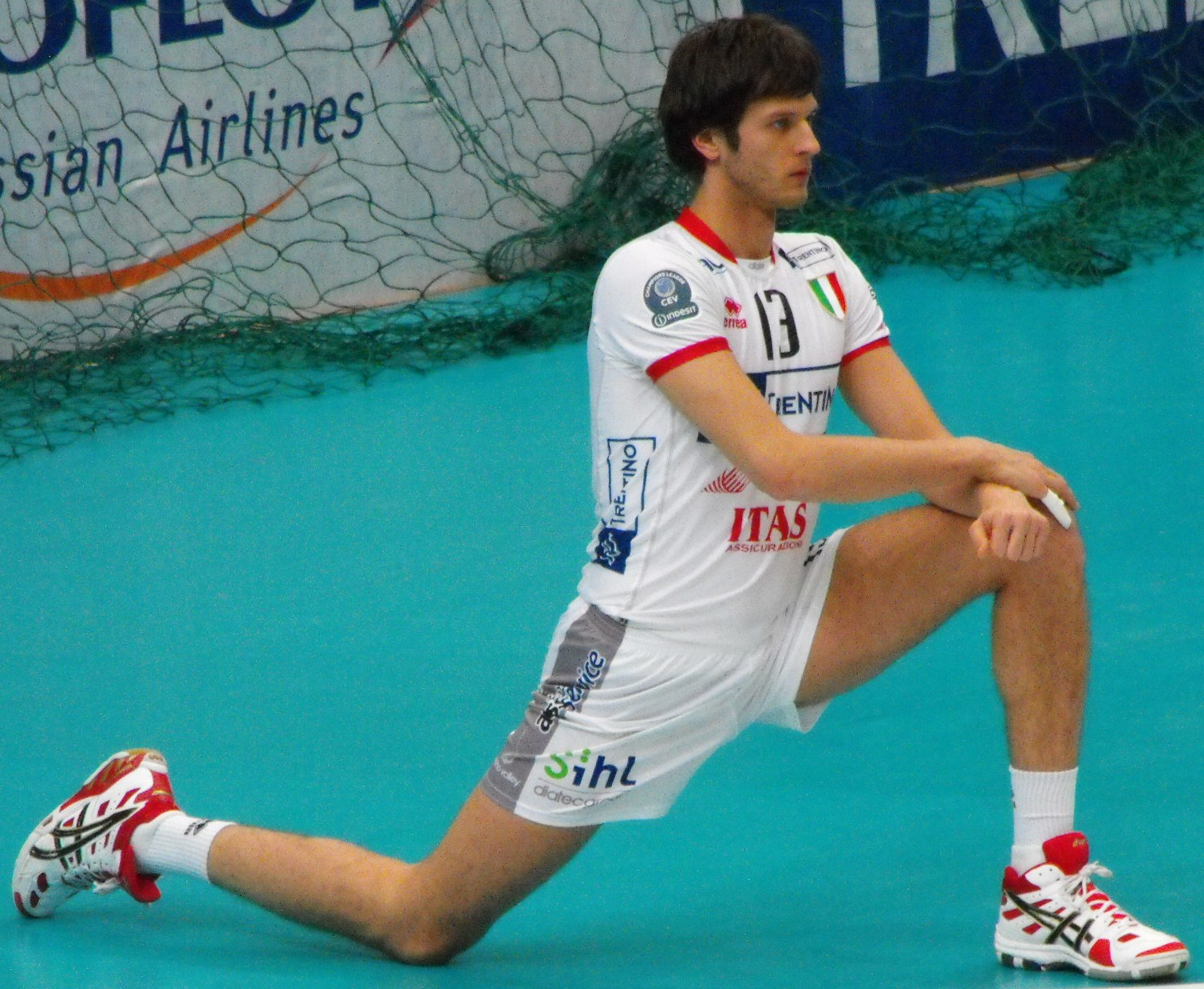
Michał Winiarski zawodnikiem Itasu Diatec Trentino w sezonie 2008/2009

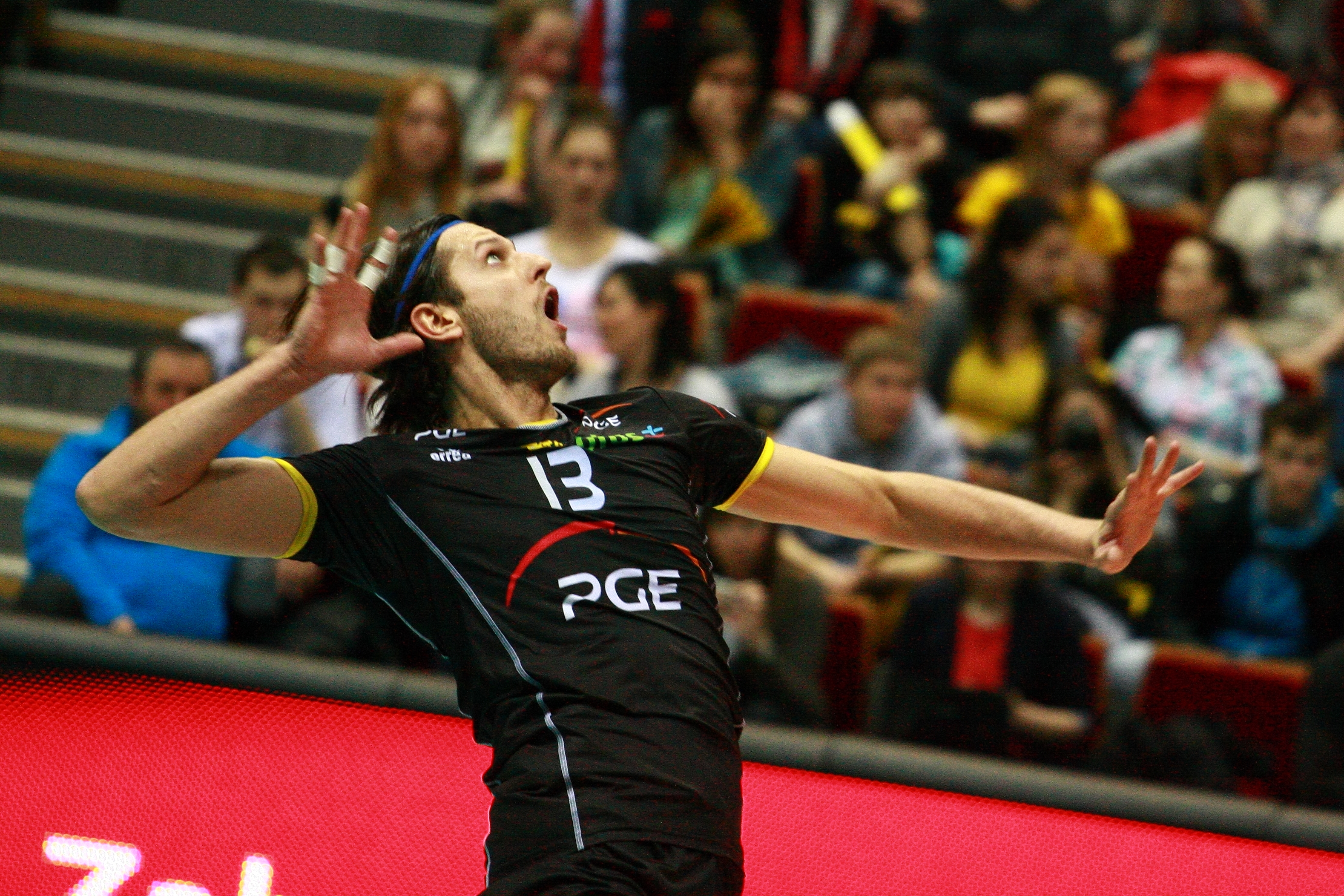
Michał Winiarski podczas wykonywania zagrywki PGE Skry Bełchatów w sezonie 2012/2013

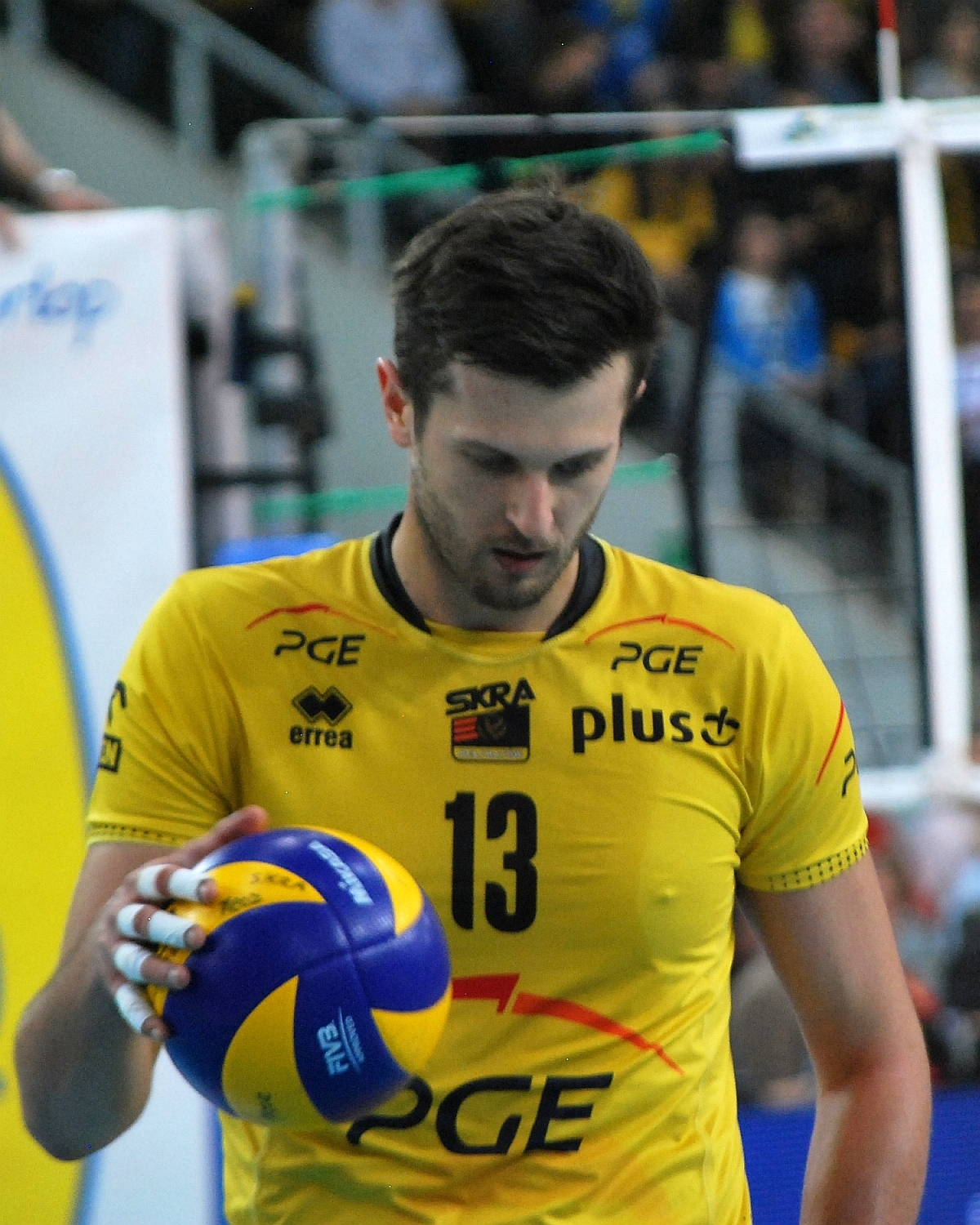
Michał Winiarski zawodnikiem PGE Skry Bełchatów w sezonie 2014/2015

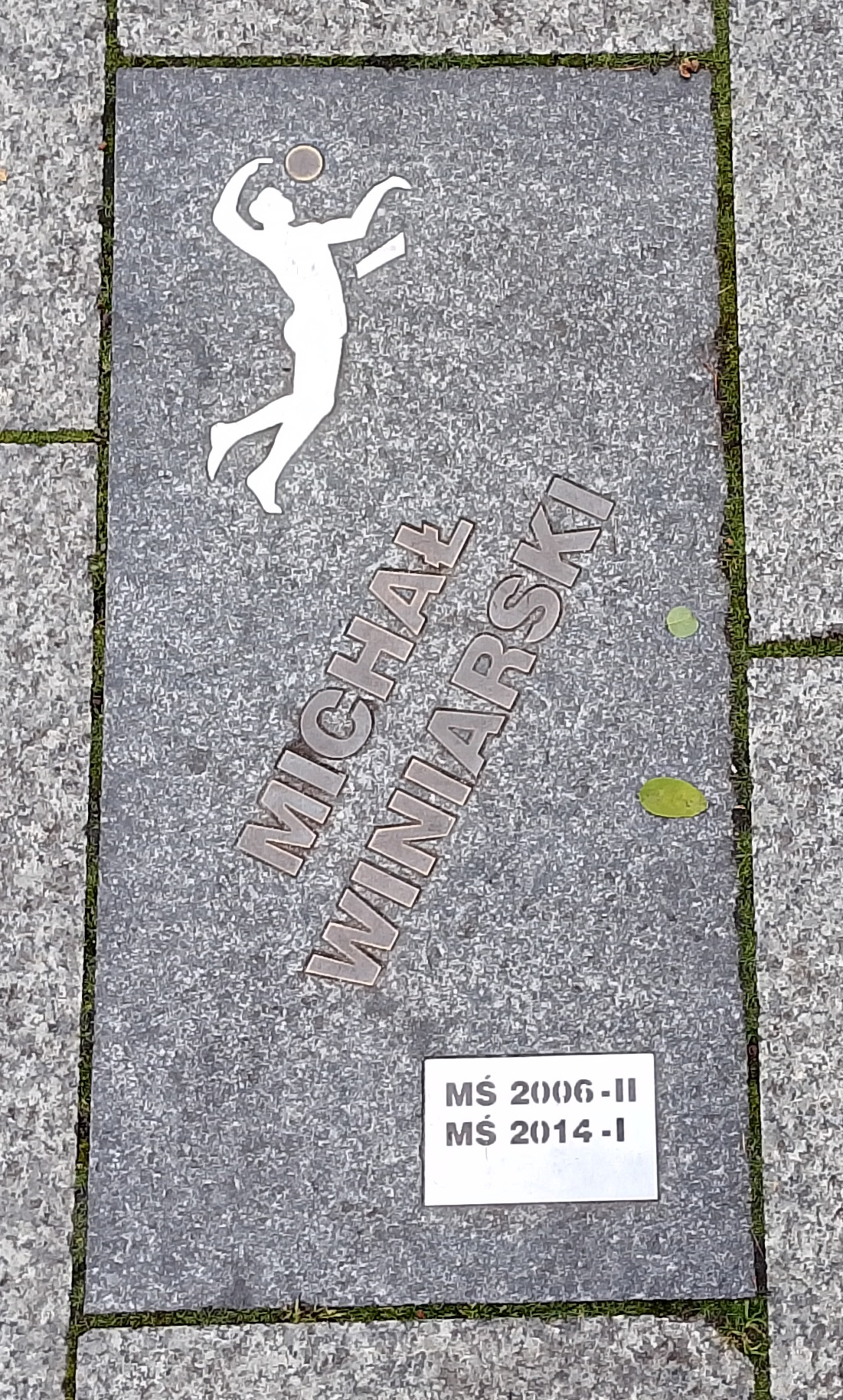
Tablica w Siatkarskiej Alei Gwiazd w Bełchatowie

## Kariera siatkarska
Już jako junior był kapitanem reprezentacji, która w 2003 sięgnęła po tytuł mistrza świata juniorów. W kadrze seniorskiej zadebiutował 7 stycznia 2004 w meczu z Rosją (0:3) podczas turnieju kwalifikacyjnego do igrzysk w Atenach. W reprezentacji Polski rozegrał 240 spotkań. Stephane Antiga mianował go kapitanem kadry. Pod koniec sierpnia 2009 rozwiązał kontrakt z klubem Itas Diatec Trentino, z którym wygrał Ligę Mistrzów (2009) oraz zdobył mistrzostwo Włoch (2008) – i podpisał trzyletni kontrakt z mistrzem Polski – Skrą Bełchatów. W 2009 roku przeszedł operację barku i był wyłączony z gry na kilka miesięcy co spowodowało, że nie pojechał na Mistrzostwa Europy do Turcji. 3 maja 2013 podpisał dwuletni kontrakt z rosyjskim klubem Fakieł Nowy Urengoj, opuszczając po czterech latach PGE Skrę. Po rocznej grze w klubie Fakieł Nowy Urengoj, powrócił do Skry Bełchatów.
21 września 2014, wraz z reprezentacją Polski, wywalczył złoty medal Mistrzostw Świata 2014. Tego samego dnia ogłosił zakończenie kariery reprezentacyjnej. Pauzował na początku sezonu 2015/2016 z powodu kontuzji kręgosłupa, gdzie wtedy pojechał na konsultację do byłego lekarza Bayernu Monachium - Hansa-Wilhelma Müllera-Wohlfahrta. Niemiec zastosował terapię polegającą na kilkudziesięciu zastrzykach w okolice kręgosłupa. Winiarski szybko poczuł się dobrze i wrócił na boisko. W styczniu 2016 roku odnowiła się mu kontuzja kręgosłupa i 19 stycznia w Krakowie przeszedł operację kręgosłupa. W sezonie 2016/2017 wrócił do gry, lecz po jego ukończeniu w związku z kolejnym odnowieniem się kontuzji kręgosłupa ogłosił zakończenie kariery.

## Kariera trenerska
Po zakończeniu kariery jako zawodnik, został drugim trenerem PGE Skry Bełchatów. 4 czerwca 2019 roku został oficjalnie zaprezentowany jako nowy trener Trefla Gdańsk, w którym był trenerem do sezonu 2021/2022. W 2022 został trenerem reprezentacji Niemiec. Poprowadził reprezentację Niemiec przez eliminacje do Igrzysk Olimpijskich w Paryżu. Wygrywając swoją grupę reprezentacja Niemiec zakwalifikowała się do turnieju w Paryżu. Podczas Gali Polskiej Ligi Siatkówki 2024 został Trenerem Sezonu 2023/2024 PlusLigi.

## Reklamy
W 2016 roku reklamował kosmetyki dla mężczyzn marki Luksja.

### Reprezentacja Polski
Powołania do reprezentacji Polski
- 2003 – przez Grzegorza Rysia do kadry na mistrzostwa świata juniorów
- 2006 – przez Raúla Lozano do kadry na Ligę Światową i na mistrzostwa świata 2006 w Japonii
- 2007 – przez Raúla Lozano do kadry na Ligę Światową i na mistrzostwa Europy 2007 w Rosji
- 2008 – przez Raúla Lozano do kadry na Turniej kwalifikacyjny do igrzysk olimpijskich 2008 i na Ligę Światową
- 2008 – przez Raúla Lozano do kadry na igrzyska olimpijskie 2008
- 2010 – przez Daniela Castellaniego do kadry na Ligę Światową
- 2010 – przez Daniela Castellaniego do kadry na mistrzostwa świata 2010 we Włoszech
- 2011 – przez Andreę Anastasiego do kadry na Puchar Świata w Japonii
- 2012 – przez Andreę Anastasiego do kadry na Ligę Światową
- 2012 – przez Andreę Anastasiego do kadry na Igrzyska Olimpijskie w Londynie
- 2013 – przez Andreę Anastasiego do kadry na Ligę Światową
- 2014 – przez Stephana Antigę do kadry na Mistrzostwa świata.

## Jako siatkarz

### Sukcesy klubowe
Mistrzostwo Polski:
- 2006, 2010, 2011
- 2003, 2012, 2017
- 2004, 2005, 2015, 2016

Puchar Polski:
- 2006, 2011, 2012, 2016

Mistrzostwo Włoch:
- 2008
- 2009

Liga Mistrzów:
- 2009
- 2012
- 2010

Klubowe Mistrzostwa Świata:
- 2009, 2010
- 2012

Superpuchar Polski:
- 2012, 2014[20]

### Sukcesy reprezentacyjne
Mistrzostwa Świata Juniorów:
- 2003

Mistrzostwa Świata:
- 2014
- 2006

Puchar Świata:
- 2011

Liga Światowa:
- 2012[21]

### Nagrody indywidualne
- 2005: Najlepszy przyjmujący Polski
- 2006: Najlepszy zagrywający turnieju finałowego Pucharu Polski
- 2007: Najlepszy przyjmujący Ligi Światowej
- 2007: Najlepszy przyjmujący Memoriału Huberta Jerzego Wagnera
- 2007: Siatkarz roku w plebiscycie Siatkarskie Plusy
- 2008: Najlepszy siatkarz i przyjmujący w plebiscycie magazynu "Super Volley"
- 2008: Najlepszy przyjmujący Igrzysk Olimpijskich w Pekinie
- 2009: Najlepszy blokujący turnieju finałowego Ligi Mistrzów
- 2009: Najlepszy siatkarz i przyjmujący w plebiscycie magazynu "Super Volley"
- 2011: Najlepszy przyjmujący turnieju finałowego Pucharu Polski
- 2012: Najlepszy przyjmujący turnieju finałowego Pucharu Polski
- 2012: Najlepszy przyjmujący turnieju finałowego Ligi Mistrzów
- 2012: Najlepszy przyjmujący Memoriału Huberta Jerzego Wagnera

## Jako trener

### Sukcesy klubowe
Puchar Polski:
- 2024[22]

PlusLiga:
- 2024[23], 2025[24]

Superpuchar Polski:
- 2024[25]

Liga Mistrzów:
- 2025[26]

## Odznaczenia
- Krzyż Oficerski Orderu Odrodzenia Polski (2014)[27]
- Złoty Krzyż Zasługi (2006)[28]